# Geode (processore)

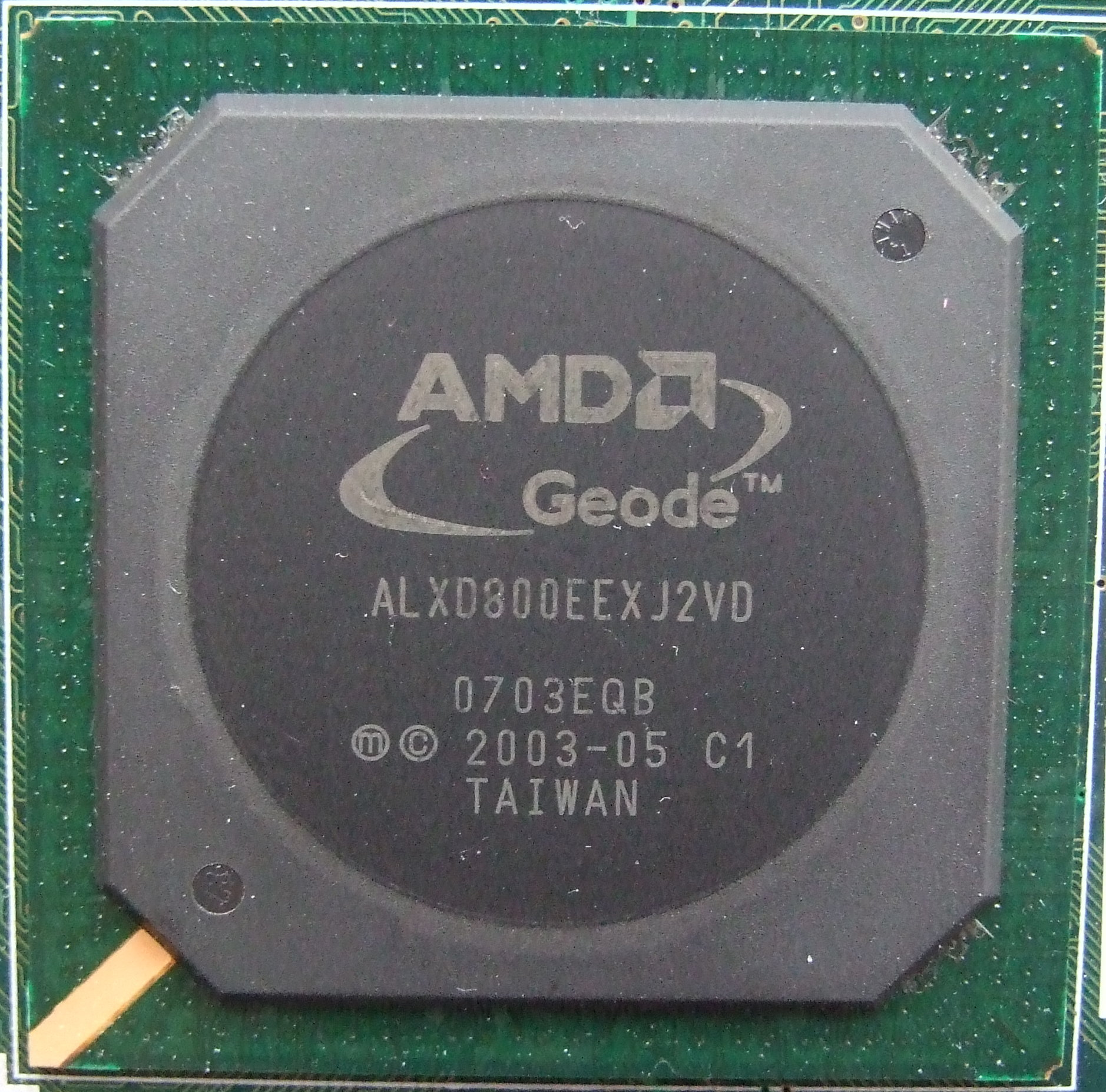
Foto di un processore AMD Geode LX 800

Geode è un tipo di processore prodotto da AMD, di tipo x86 compatibile, pensato in particolare per un suo utilizzo in dispositivi embedded.

## Storia
Geode era stato ideato da National Semiconductor nel 1999 come derivazione del core di Cyrix Media GX che essa aveva acquisito nel 1997. Attualmente questi processori derivano dal core di Athlon. I Geode sono caratterizzati da consumi energetici ridotti ed un basso costo, rimanendo compatibili con la piattaforma x86. Questa famiglia di processori è comunemente utilizzata anche in sistemi embedded, set-top box e semplici robot. Anche i progetti One laptop per child e Linutop attualmente utilizzano questi processori.

## La famiglia dei Geode

### National Semiconductor Geode
Processori derivati dal core Cyrix Media GX
1. Geode GXm
2. Geode GXLV
3. Geode GX1
4. Geode GX2

### Amd Geode
- Geode GX

1. Geode GX 466@0.9 W: velocità del clock: 333 MHz
2. Geode GX 500@1.0 W: velocità del clock: 366 MHz
3. Geode GX 533@1.1 W: velocità del clock: 400 MHz

- Geode LX

1. LX 700@0.8 W: velocità del clock: 433 MHz, consumo: 1.3 watts (TDP 3.1 W)
2. LX 800@0.9 W: velocità del clock: 500 MHz, consumo: 1.8 watts (TDP 3.6 W)
3. LX 900@1.5 W: velocità del clock: 600 MHz, consumo: 2.6 watts (TDP 5.1 W)

- Geode NX

1. NX 1250@6W: velocità del clock: 667 MHz, consumo: 9 watts
2. NX 1500@6W: velocità del clock: 1 GHz, consumo: 9 watts
3. NX 1750@14W: velocità del clock: 1.4 GHz, consumo: 25 watts

- Geode NX 2001 (derivato dal core di Athlon XP Mobile)